# Michalīs Rōmanidīs
Michalīs Rōmanidīs (in greco Μιχάλης Ρωμανίδης?; Salonicco, 19 giugno 1965) è un ex cestista greco.

## Carriera
Con la Grecia ha disputato i Campionati mondiali del 1986 e due edizioni dei Campionati europei (1983, 1987).

## Palmarès
- Campionato greco: 8

Aris Salonicco: 1982-83, 1984-85, 1985-86, 1986-87, 1987-88, 1988-89, 1989-90, 1990-91
- Coppa di Grecia: 6

Aris Salonicco: 1985, 1986-87, 1987-88, 1988-89, 1989-90, 1991-92